# Muri Enikő
Muri Enikő (Nyíregyháza, 1990. április 24. –) magyar musicalszínésznő, énekesnő, az X-Faktor második évadjának 2. helyezettje és egyben legjobb női hangja. 2013–2017 között a Budapesti Operettszínház tagja, 2017-től a Sugarloaf együttes énekese. 

## Életrajz
Apai ágon Nyíregyházáról, anyai ágon Nagyvarsányból származik. Már gyermekkorában elkezdte az éneklést. 2006-ban, mindössze tizenhat esztendősen vett részt a VIVA TV Shibuya című karaokeműsorában, amelyet meg is nyert. Ezután a középiskolai tanulmányait kereskedelem-marketing szakon végezte el Nyíregyházán a Sipkay Barna Szakközépiskolában. 2008-ban kiadta Szomorú nyár című, sikertelen kislemezét, mely nem fogyott, és nem került fel egyetlen slágerlistára sem. 2010-ben jelentkezett először az RTL Klub X-Faktor című tehetségkutató-műsorába, de a Mentorok Házánál kiesett. Ekkor nagy csalódás érte s úgy döntött, hogy abbahagyja az éneklést. Azonban 2011-ben újra jelentkezett, s ez alkalommal bejutott az élő műsorokba. Ekkori mentora, Nagy Feró által, végül a tehetségkutató második helyezettje lett, mellyel az RTL Klub műsorának legsikeresebb énekesnőjévé vált. Az első X címmel jelent meg első válogatásalbuma 2011-ben, amely a MAHASZ eladási listáján a második helyet érte el, és emellett még dupla platinalemezes lett.
2012 májusában Gór Nagy Mária Színitanodájában végzett. 2012. augusztus 27-én jelent meg első önálló stúdióalbuma, Enciklopédia címmel.
2012-ben közreműködött Dolhai Attila Ragyogás című albumán. 2016-ban szerepelt a TV2 Sztárban sztár című műsorának negyedik évadában, ahol negyedik helyen végzett. 2017-ben bekerült A Dalba a Jericho című dalával.
2012-ben a Madách Színház Én, József Attila című darabjában Vágó Mártát, a költő szerelmét játszotta, 2014-ben a Mamma Mia! című darabban lépett színpadra. 2013. januártól a Budapesti Operettszínház tagja volt, ahol a Ghost musical női főszerepében debütált. Látható volt a Menyasszonytánc című klezmer-operett főszerepében, az Elfújta a szél című musicalben, a Fame – A hírnév ára, valamint a Marie Antoinette című darabokban is.
2017-ben elvállalta a TV2 Ázsia Expressz című reality műsorában való indulást, ezért az Operettszínház megvált tőle. 2017. áprilisban bejelentette, hogy a következőkben a Sugarloaf együttes énekese lesz. 2020 augusztusában énekelte fel a Retro Rádió reggeli műsorának, a Bochkor-nak a főcímdalát.
Párja 2019-től 2025-ig Tóth Szabolcs volt, a Sugarloaf együttes alapító tagja. 2022-ben együtt szerepeltek az RTL Klub Nyerő páros című műsorában.

## Diszkográfia

### Albumok
| Év   | Album                                                                             | Legmagasabb helyezés | Minősítés         |
| Év   | Album                                                                             | MAHASZ Top 40        | Minősítés         |
| ---- | --------------------------------------------------------------------------------- | -------------------- | ----------------- |
| 2011 | Az első X – Az élő show-k 10 legnagyobb kedvence - Megjelenés: 2011. december 19. | 2                    | - 2x Platinalemez |
| 2012 | Enciklopédia - Megjelenés: 2012. augusztus 27.                                    | 2                    |                   |

### Kislemezek/Videóklipek
- 2012 Késő már
- 2012 Botladozva
- 2012 Amikor minden összedől
- 2013 Give some get some
- 2013 Maradj még
- 2015 Velem ma éjjel
- 2015 Gömbölyű
- 2017 Jericho

### Slágerlistás dalok
| Év                  | Dal                | Legmagasabb helyezés | Legmagasabb helyezés | Legmagasabb helyezés   | Legmagasabb helyezés | Legmagasabb helyezés | Legmagasabb helyezés         | Legmagasabb helyezés | Album        |
| Év                  | Dal                | VIVA Chart           | Class 40             | Mahasz Editors’ Choice | Mahasz Rádiós Top 40 | Mahasz Dance Top 40  | MAHASZ Single (track) Top 10 | EURO 200             | Album        |
| ------------------- | ------------------ | -------------------- | -------------------- | ---------------------- | -------------------- | -------------------- | ---------------------------- | -------------------- | ------------ |
| 2012                | Késő már           | –                    | 6                    | 26                     | 18                   | –                    | 3                            | –                    | Enciklopédia |
| 2013                | Maradj még         |                      |                      |                        |                      |                      |                              |                      |              |
| 2015                | Velem ma éjjel     |                      |                      |                        |                      |                      |                              |                      |              |
| Összesítés          |                    |                      |                      |                        |                      |                      |                              |                      |              |
| 1. helyezett számok |                    |                      |                      |                        |                      |                      |                              |                      |              |
| Top 10-be bekerült  | Top 10-be bekerült |                      | 1                    |                        |                      |                      | 1                            |                      |              |
| Top 40-be bekerült  | Top 40-be bekerült |                      | 1                    | 1                      | 1                    |                      | 1                            |                      |              |

## Színházi szerepei
A Színházi adattárban regisztrált bemutatóinak száma: 4.
| Darab             | Szerep                       | Színház                  | Bemutató             | Forrás |
| ----------------- | ---------------------------- | ------------------------ | -------------------- | ------ |
| Én, József Attila | Vágó Márta, a költő szerelme | Madách Színház           | 2012. február 10.    | [ 12 ] |
| Ghost             | Molly Jensen                 | Budapesti Operettszínház | 2013. május 31.      | [ 13 ] |
| Mamma Mia!        | Sophie Sheridan              | Madách Színház           | 2014. szeptember 26. | [ 14 ] |
| Menyasszonytánc   | Patkó Rózsi                  | Budapesti Operettszínház | 2013. november 24.   |        |
| Elfújta a szél    | Melanie Hamilton             | Budapesti Operettszínház | 2013. december 13.   | [ 14 ] |
| Szegény gazdagok  | Csárdásné                    | József Attila Színház    | 2010. október 9.     |        |
| Szép nyári nap    | Ria, az osztály bombázója    | Budapesti Operettszínház | 2015. január 7.      | [ 15 ] |
| Fame              | Carmen Diaz                  | Budapesti Operettszínház | 2015. június 26.     |        |

## Televíziós szerepei
- Jóban Rosszban (2021)